# Aeoloides gubbahensis
Aeoloides gubbahensis es una especie de insecto coleóptero de la familia Elateridae. Pertenece a la tribu Oophorini (Gistel, 1848).

## Distribución geográfica
Habita en la isla de Socotra, Yemen.